# Bahnstrecke Limbach–Oberfrohna
| Streckennummer: | 6637; sä. LO            |                                             |                                             |
| Kursbuchstrecke (DB): | 526 (1999)              |                                             |                                             |
| Kursbuchstrecke: | 141d (1934) 170d (1946) |                                             |                                             |
| Streckenlänge: | 1,81 km                 |                                             |                                             |
| Spurweite: | 1435 mm (Normalspur)    |                                             |                                             |
| Maximale Neigung: | 25 ‰                    |                                             |                                             |
| Minimaler Radius: | 300 m                   |                                             |                                             |
| |                         |                                             |                                             |
| \| \| \| von Wittgensdorf ob Bf \| \| \| \| \| von Wüstenbrand \| \| \| \| 0,000 \| Limbach (Sachs) \| 369 m \| \| \| 0,295 \| Burgstädter Straße \| Burgstädter Straße \| \| \| \| Am Hohen Hain \| \| \| \| 0,912 \| Viadukt Limbach (Kellerwiesenbrücke; 124 m) \| Viadukt Limbach (Kellerwiesenbrücke; 124 m) \| \| \| 1,315 \| EÜ Pestalozzistraße (18 m) \| EÜ Pestalozzistraße (18 m) \| \| \| 1,459 \| EÜ Wirtschaftsweg \| EÜ Wirtschaftsweg \| \| \| \| Wirtschaftsweg \| \| \| \| 1,570 \| Anst BHG Oberfrohna \| Anst BHG Oberfrohna \| \| \| 1,811 \| Oberfrohna \| 370 m \| \| \| 2,030 \| Streckenende \| Streckenende \| \| \| \| \| \| \| Quellen: [1][2] \| \| \| \| |                         |                                             |                                             |
| Strecke (außer Betrieb) |                         | von Wittgensdorf ob Bf                      | von Wittgensdorf ob Bf                      |
| Abzweig geradeaus und von links (Strecke außer Betrieb) |                         | von Wüstenbrand                             | von Wüstenbrand                             |
| Bahnhof (Strecke außer Betrieb) | 0,000                   | Limbach (Sachs)                             | 369 m                                       |
| Strecke mit Straßenbrücke (Strecke außer Betrieb) | 0,295                   | Burgstädter Straße                          | Burgstädter Straße                          |
| Bahnübergang (Strecke außer Betrieb) |                         | Am Hohen Hain                               | Am Hohen Hain                               |
| Brücke (Strecke außer Betrieb) | 0,912                   | Viadukt Limbach (Kellerwiesenbrücke; 124 m) | Viadukt Limbach (Kellerwiesenbrücke; 124 m) |
| Brücke (Strecke außer Betrieb) | 1,315                   | EÜ Pestalozzistraße (18 m)                  | EÜ Pestalozzistraße (18 m)                  |
| Brücke (Strecke außer Betrieb) | 1,459                   | EÜ Wirtschaftsweg                           | EÜ Wirtschaftsweg                           |
| Bahnübergang (Strecke außer Betrieb) |                         | Wirtschaftsweg                              | Wirtschaftsweg                              |
| Abzweig geradeaus und nach links (Strecke außer Betrieb) | 1,570                   | Anst BHG Oberfrohna                         | Anst BHG Oberfrohna                         |
| Bahnhof (Strecke außer Betrieb) | 1,811                   | Oberfrohna                                  | 370 m                                       |
| | 2,030                   | Streckenende                                | Streckenende                                |
| |                         |                                             |                                             |
| Quellen: |                         |                                             |                                             |

Die Bahnstrecke Limbach (Sachs)–Oberfrohna war eine Nebenbahn in Sachsen. Sie verlief von Limbach nach Oberfrohna (heute Ortsteile der Stadt Limbach-Oberfrohna) und wurde 2000 stillgelegt.

## Geschichte

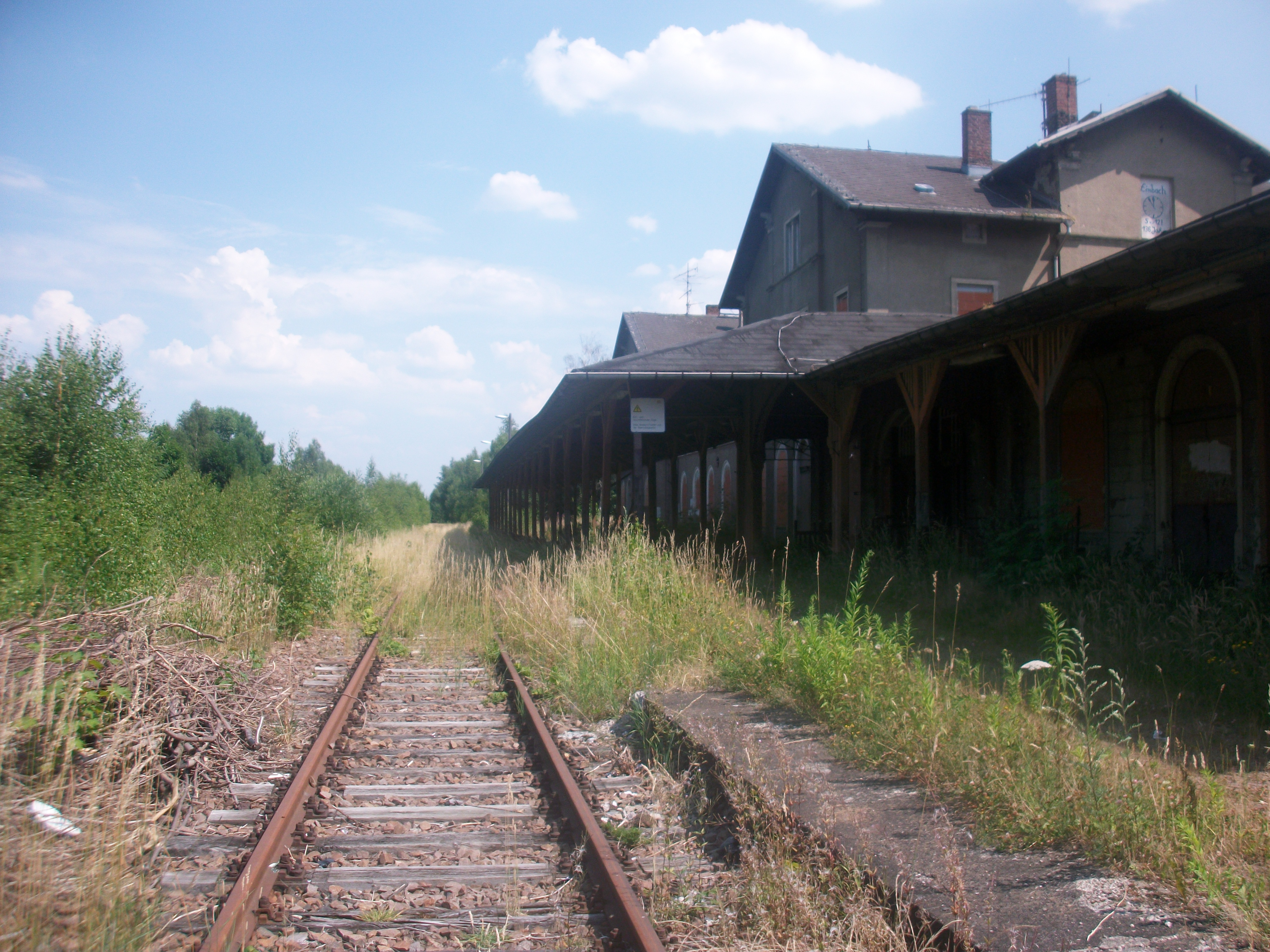
Ehemaliger, mittlerweile abgerissener Bahnhof Limbach (Sachs) in Limbach-Oberfrohna

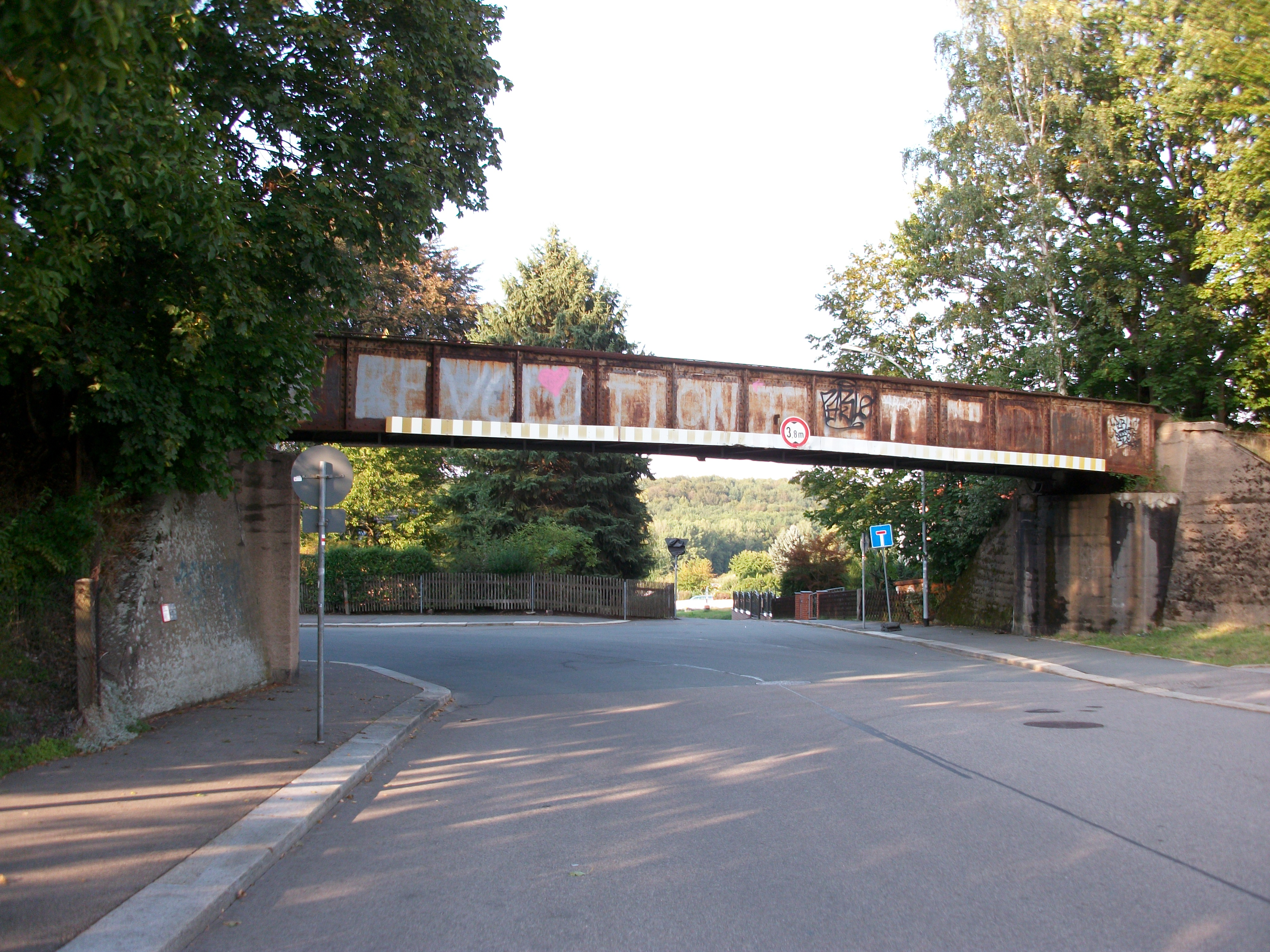
Limbach-Oberfrohna, ehemalige Bahnüberführung Pestalozzistraße (2019)

Die Strecke Limbach (Sachs)–Oberfrohna wurde am 1. Juli 1913 als Erweiterung der schon bestehenden Strecken Limbach–Wittgensdorf und Limbach–Wüstenbrand eröffnet. Pläne aus dem 19. Jahrhundert sahen eine nie realisierte Weiterführung der Strecke bis Wolkenburg vor, wo sie in die Bahnstrecke Glauchau–Wurzen eingemündet hätte. Einige Orte im Herzogtum Sachsen-Altenburg stellten bereits im Jahr 1885 einen Antrag auf Errichtung einer Bahnstrecke von Altenburg über Ziegelheim und Waldenburg bis nach Limbach, welche jedoch ebenfalls nicht realisiert wurde.
In der DDR-Zeit verlagerte man einen Großteil des Reiseverkehrs auf schnellere und häufiger verkehrende Buslinien. Der Winterfahrplan 1981 wies trotzdem sieben Personenzugpaare aus, die teilweise von und nach Karl-Marx-Stadt Hbf (Chemnitz) verkehrten.
Der gesellschaftliche Umbruch im Osten Deutschlands 1989/90 war mit erheblichen Veränderungen verbunden. Innerhalb kürzester Zeit stellte ein Großteil der Betriebe im Einzugsgebiet ihre Produktion ein, was zu einem drastischen Einbruch der Verkehrsleistung im Personen- und Güterverkehr führte. Der Fahrplan 1993 war vor allem am Berufsverkehr ausgerichtet, am Wochenende verkehrten nur vier Zugpaare. Der letzte Fahrplan 1999 wies dagegen wieder acht Zugpaare in einem Zweistundentakt aus, die sämtlich von und nach Chemnitz Hbf durchgebunden wurden. Am 14. Juni 1999 wurde der Personenverkehr im Abschnitt Limbach – Oberfrohna kurzfristig auf Busse im Schienenersatzverkehr umgestellt, nachdem bereits seit 1. Januar 1995 kein Güterverkehr mehr stattgefunden hatte.
Am 24. Februar 2000 genehmigte das Eisenbahnbundesamt (EBA) die Stilllegung der Strecke, juristisch vollzogen wurde sie am 31. Mai 2000.
Seit dem 11. Dezember 2005 verkehrt zwischen Chemnitz, Limbach und Oberfrohna die Schnellbuslinie 526 im Bahnersatzverkehr für die Kursbuchstrecke 526 mit drei Halten in Limbach-Oberfrohna, sowie weiteren drei in der Chemnitzer Innenstadt. Durchgeführt wird der Betrieb von der Regionalverkehr Erzgebirge (ehemals Autobus Sachsen GmbH) in Kooperation mit der City-Bahn Chemnitz. Eine Besonderheit ist die Linienführung über die Bundesautobahn 4, wodurch die Fahrzeit lediglich 30 Minuten beträgt.
Am 27. und 28. September 2008 fand erstmals seit der Stilllegung der Strecke wieder ein Schienenverkehr anlässlich des Festwochenendes zu 125 Jahren Stadtrecht von Limbach zwischen den Bahnhöfen Limbach und Oberfrohna statt. Für die Fahrten wurde eine Motordraisine des VSE mit Beiwagen eingesetzt, mit der bis zu 10 Personen transportiert werden konnten.
Im Rahmen des Chemnitzer Modells soll Limbach-Oberfrohna über Teile der stillgelegten Eisenbahnstrecke Wittgensdorf–Oberfrohna an die Chemnitzer Stadtbahn angebunden werden. Die Planungen seitens Limbach-Oberfrohna und Chemnitz sehen hierzu eine Trasse über Kändler, Chemnitz-Röhrsdorf und Chemnitz-Zentrum vor. 2003 wurde mehrheitlich vom Rat der Stadt eine entsprechende Variante favorisiert, deren Kosten auf 16 Mio. Euro geschätzt werden. Im Verlauf des Jahres 2010 sollte über Fördermittel zur Verwirklichung des Projektes entschieden wurden. Der Freistaat Sachsen lehnte es demnach ab, den Eigenanteil an den Entwicklungskosten für neue Hybrid-Schienenfahrzeuge zu leisten. Die Kosten für das Projekt wurden auf etwa 90 Mio. Euro geschätzt, wovon 60 % vom Bund, 25 % vom Freistaat und 15 % vom Verkehrsverbund Mittelsachsen übernommen werden sollten.
Im März 2025 pachtete der Verkehrsverbundes Mittelsachsen (VMS) die Strecke von DB InfraGO. Der Umbau zur Regionalstadtbahn ist nun bis Mitte der 2030er Jahre vorgesehen.

## Streckenbeschreibung

### Verlauf
Die nur zwei Kilometer lange Strecke befindet sich heute im Norden der Stadt Limbach-Oberfrohna. Sie beginnt am Bahnhof Limbach (Sachs), der am Ostring (Stadtteil Limbach) liegt und verläuft nach Westen zum Bahnhof Oberfrohna an der Lindenstraße (Stadtteil Oberfrohna). Die Gleise auf der stillgelegten Strecke sind noch vorhanden.

### Betriebsstellen
Limbach (Sachs) ⊙

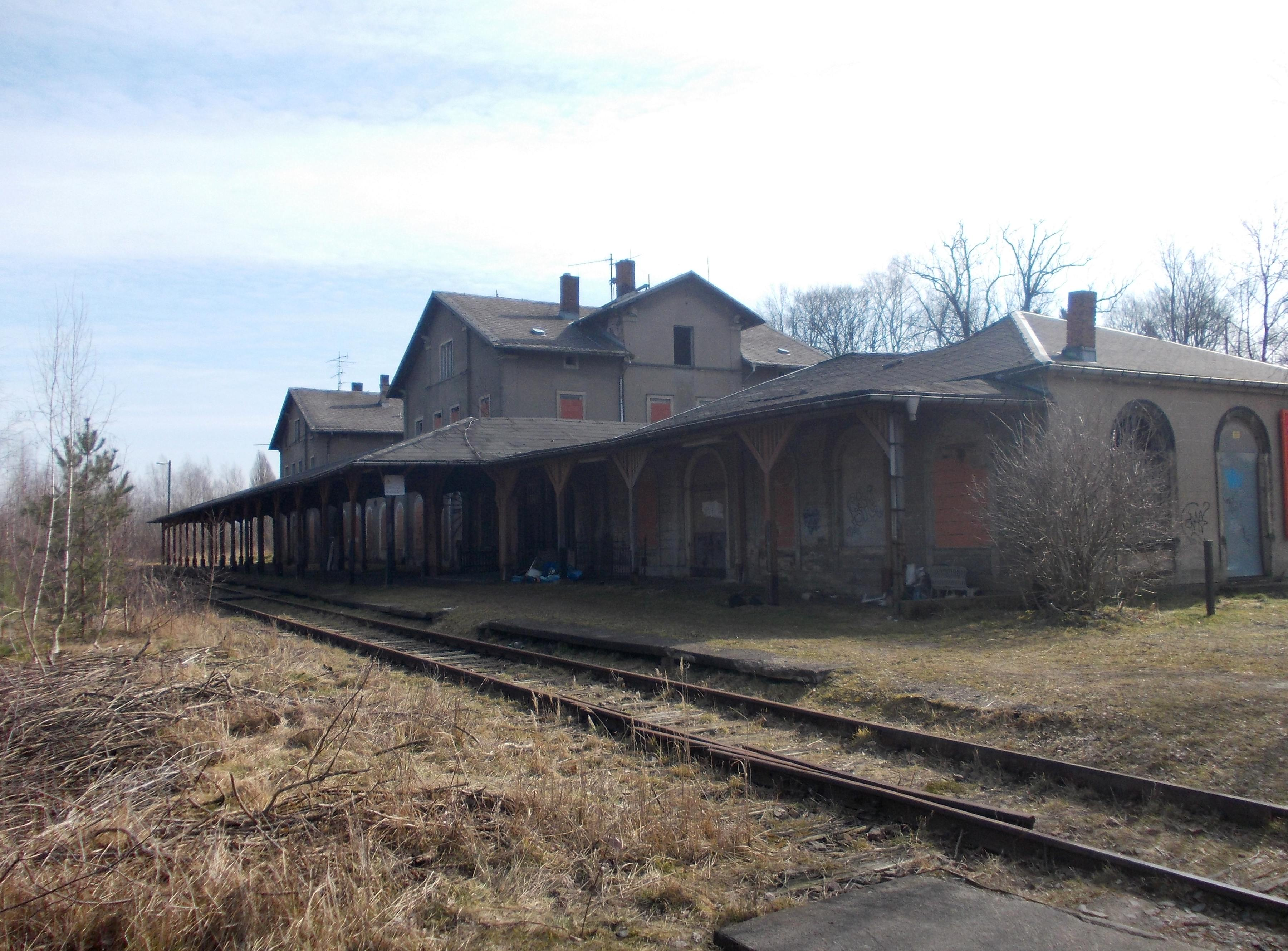
Bahnhof Limbach (Sachs), Gleisseite (2015)

Der Bahnhof Limbach wurde am 8. April 1872 zusammen mit der Bahnstrecke Neukieritzsch–Chemnitz und der in Wittgensdorf ob Bf in diese mündenden Bahnstrecke Limbach–Wittgensdorf eröffnet. 1897 folgte die Eröffnung der Strecke nach Wüstenbrand und 1913 die der Strecke nach Oberfrohna, wodurch der Bahnhof Limbach zu einem Knotenpunkt wurde.
Er trug folgende Namen:
- bis 1902: Limbach
- bis 1904: Limbach bei Chemnitz
- bis 1911: Limbach (Sachsen)
- bis 1933: Limbach (Sa)
- seit 1933: Limbach (Sachs)

1950 endete der Personenverkehr auf der Bahnstrecke nach Wüstenbrand. Danach fanden auf einem Teilstück noch Fahrten im Güterverkehr bis Röhrsdorf (letztmals 1959) bzw. zum Umspannwerk Röhrsdorf und zum Bahnhof Kändler (bis 1994) statt.
Seit der Einstellung des Personenverkehrs auf den Strecken von Wittgensdorf ob Bf über Limbach bis Oberfrohna im Jahr 2000 und der Stilllegung im Jahr 2003 ist der Bahnhof außer Betrieb. Eine Reaktivierung im Rahmen des Chemnitzer Modells ist denkbar. Das Areal des Bahnhofs befindet sich am Ostring und vermittelt einen verwahrlosten Eindruck. Im Jahr 2015 wurden der Mittelbau des Empfangsgebäudes sowie die Empfangs- und die Gepäckhalle abgerissen. Die beiden mehrstöckigen Seitenflügel blieben dabei erhalten.
Oberfrohna ⊙

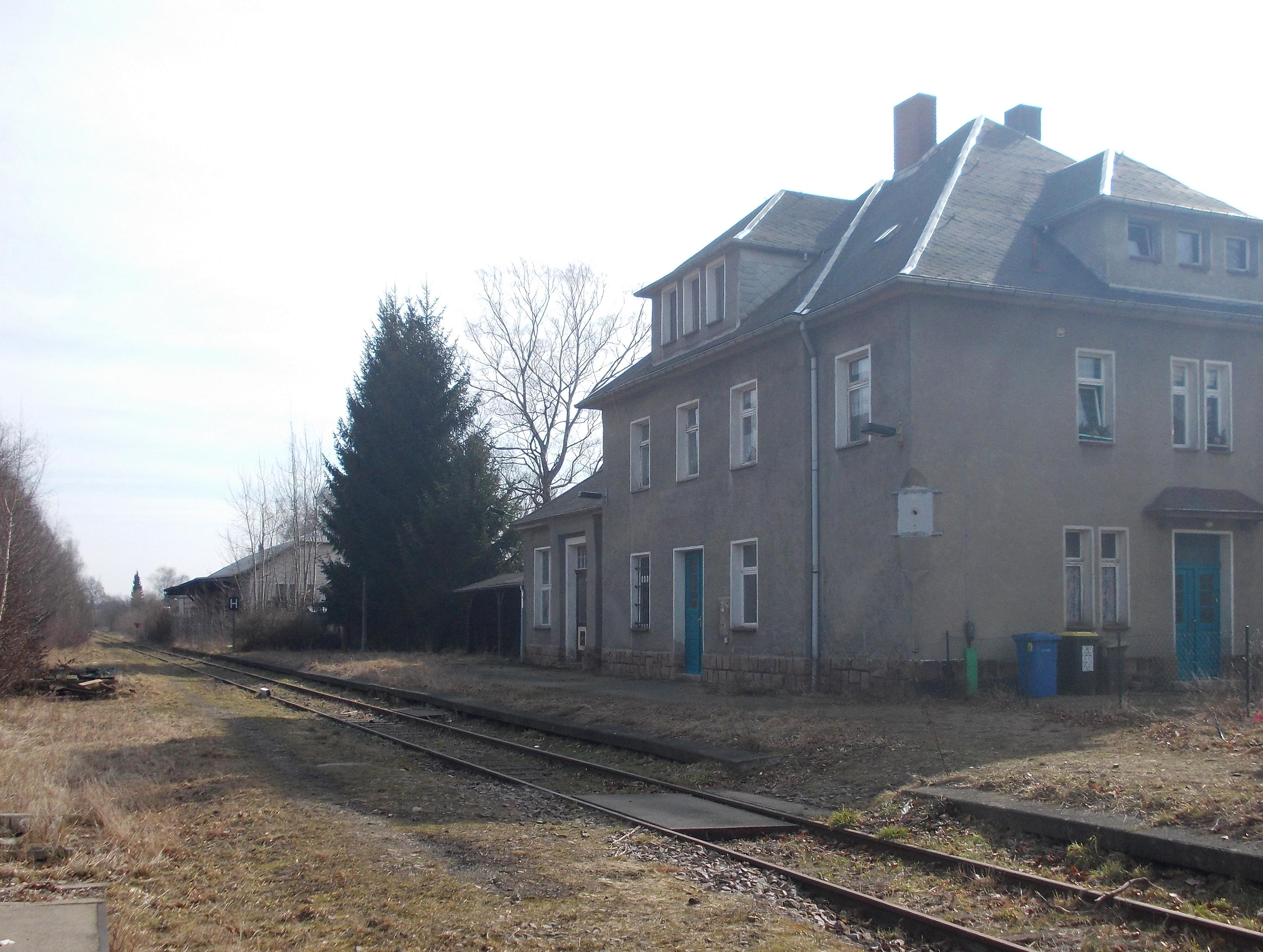
Ehemaliger Bahnhof Oberfrohna

Der Bahnhof Oberfrohna wurde am 1. Juli 1913 durch Verlängerung der Bahnstrecke von Limbach errichtet. Da die aus dem 19. Jahrhundert stammenden Planungen zur Verlängerung der Strecke zum Bahnhof Wolkenburg an der Bahnstrecke Glauchau–Wurzen (Muldentalbahn) nie realisiert wurden, blieb der Bahnhof eine Endhaltestelle.
Seit der Einstellung des Personenverkehrs im Jahr 1999/2000 und der Stilllegung der Strecke im Jahr 2003 ist der Bahnhof seit dem 14. Juni 1999 außer Betrieb. Eine Reaktivierung im Rahmen des Chemnitzer Modells ist denkbar. Der Bahnhof ist über die Lindenstraße erreichbar. Das Empfangsgebäude ist noch vorhanden.